# Critérium du Dauphiné Libéré 2005
De 57e editie van de Dauphiné Libéré werd gehouden van 5 juni tot en met 12 juni 2005 in Frankrijk. Dit jaar reden de renners van Aix-les-Bains naar Sallanches.

## Etappe-overzicht
| etappe  | datum   | start             | finish        | afstand | winnaar              | klassementsleider |
| ------- | ------- | ----------------- | ------------- | ------- | -------------------- | ----------------- |
| Proloog | 5 juni  | Aix-les-Bains     | Aix-les-Bains | 7,9 km  | George Hincapie      | George Hincapie   |
| 1e      | 6 juni  | Aix-les-Bains     | Givors        | 224 km  | Thor Hushovd         | George Hincapie   |
| 2e      | 7 juni  | Givors            | Chauffailles  | 187 km  | Samuel Dumoulin      | Samuel Dumoulin   |
| 3e      | 8 juni  | Roanne            | Roanne        | 46,5 km | Santiago Botero      | Levi Leipheimer   |
| 4e      | 9 juni  | Tournon-sur-Rhône | Mont Ventoux  | 182 km  | Aleksandr Vinokoerov | Levi Leipheimer   |
| 5e      | 10 juni | Vaison-la-Romaine | Grenoble      | 219 km  | Axel Merckx          | Iñigo Landaluze   |
| 6e      | 11 juni | Albertville       | Avoriaz       | 155 km  | Santiago Botero      | Iñigo Landaluze   |
| 7e      | 12 juni | Morzine-Avoriaz   | Sallanches    | 128 km  | George Hincapie      | Iñigo Landaluze   |

## Etappe-uitslagen

### Proloog
| Uitslag Etappe | Uitslag Etappe      | Uitslag Etappe   | Uitslag Etappe |
| rang           | renner              | land             | tijd           |
| -------------- | ------------------- | ---------------- | -------------- |
| 1              | George Hincapie     | Verenigde Staten | 9'55"          |
| 2              | Levi Leipheimer     | Verenigde Staten | + 0.01         |
| 3              | Andrej Kasjetsjkin  | Kazachstan       | + 0.03         |
| 4              | Floyd Landis        | Verenigde Staten | + 0.05         |
| 5              | Lance Armstrong     | Verenigde Staten | + 0.06         |
| 6              | Oscar Pereiro Sio   | Spanje           | + 0.07         |
| 7              | Alberto Contador    | Spanje           | + 0.09         |
| 8              | Davide Rebellin     | Italië           | + 0.13         |
| 9              | José Ivan Gutierrez | Spanje           | z.t.           |
| 10             | Francisco José Lara | Spanje           | + 0.14         |

| Tussenstand algemeen klassement | Tussenstand algemeen klassement | Tussenstand algemeen klassement | Tussenstand algemeen klassement |
| rang                            | renner                          | land                            | tijd                            |
| ------------------------------- | ------------------------------- | ------------------------------- | ------------------------------- |
| 1                               | George Hincapie                 | Verenigde Staten                | 9'55"                           |
| 2                               | Levi Leipheimer                 | USA                             | + 0.01                          |
| 3                               | Andrej Kasjetsjkin              | Kazachstan                      | + 0.03                          |
| 4                               | Floyd Landis                    | Verenigde Staten                | + 0.05                          |
| 5                               | Lance Armstrong                 | Verenigde Staten                | + 0.06                          |
| 6                               | Oscar Pereiro Sio               | Spanje                          | + 0.07                          |
| 7                               | Alberto Contador                | Spanje                          | + 0.09                          |
| 8                               | Davide Rebellin                 | Italië                          | + 0.13                          |
| 9                               | José Ivan Gutierrez             | Spanje                          | z.t.                            |
| 10                              | Francisco José Lara             | Spanje                          | + 0.14                          |

### 1e etappe
| Uitslag Etappe | Uitslag Etappe      | Uitslag Etappe | Uitslag Etappe |
| rang           | renner              | land           | tijd           |
| -------------- | ------------------- | -------------- | -------------- |
| 1              | Thor Hushovd        | Noorwegen      | 5u10'55"       |
| 2              | Robert Hunter       | Zuid-Afrika    | z.t.           |
| 3              | Juan Antonio Flecha | Spanje         | z.t.           |
| 4              | Luke Roberts        | Australië      | z.t.           |
| 5              | Manuel Quinziato    | Italië         | z.t.           |
| 6              | Mickaël Delage      | Frankrijk      | z.t.           |
| 7              | Heinrich Haussler   | Australië      | z.t.           |
| 8              | Samuel Dumoulin     | Frankrijk      | z.t.           |
| 9              | Enrico Gasparotto   | Italië         | z.t.           |
| 10             | Koldo Fernández     | Spanje         | z.t.           |

| Tussenstand algemeen klassement | Tussenstand algemeen klassement | Tussenstand algemeen klassement | Tussenstand algemeen klassement |
| rang                            | renner                          | land                            | tijd                            |
| ------------------------------- | ------------------------------- | ------------------------------- | ------------------------------- |
| 1                               | George Hincapie                 | Verenigde Staten                | 5u20'50"                        |
| 2                               | Levi Leipheimer                 | Verenigde Staten                | + 0.01                          |
| 3                               | Andrej Kasjetsjkin              | Kazachstan                      | + 0.03                          |
| 4                               | Floyd Landis                    | Verenigde Staten                | + 0.05                          |
| 5                               | Lance Armstrong                 | Verenigde Staten                | + 0.06                          |
| 6                               | Oscar Pereiro Sio               | Spanje                          | + 0.07                          |
| 7                               | Alberto Contador                | Spanje                          | + 0.09                          |
| 8                               | Davide Rebellin                 | Italië                          | + 0.13                          |
| 9                               | José Ivan Gutierrez             | Spanje                          | z.t.                            |
| 10                              | Francisco José Lara             | Spanje                          | + 0.14                          |

### 2e etappe
| Uitslag Etappe | Uitslag Etappe      | Uitslag Etappe | Uitslag Etappe |
| rang           | renner              | land           | tijd           |
| -------------- | ------------------- | -------------- | -------------- |
| 1              | Samuel Dumoulin     | Frankrijk      | 4h47'06"       |
| 2              | Anthony Charteau    | Frankrijk      | z.t.           |
| 3              | Frédéric Finot      | Frankrijk      | z.t.           |
| 4              | Frédéric Bessy      | Frankrijk      | z.t.           |
| 5              | Robert Hunter       | Zuid-Afrika    | op 3'16"       |
| 6              | Thor Hushovd        | Noorwegen      | z.t.           |
| 7              | Stuart O'Grady      | Australië      | z.t.           |
| 8              | Juan Antonio Flecha | Spanje         | z.t.           |
| 9              | Enrico Franzoi      | Italië         | z.t.           |
| 10             | Enrico Gasparotto   | Italië         | z.t.           |

| Tussenstand algemeen klassement | Tussenstand algemeen klassement | Tussenstand algemeen klassement | Tussenstand algemeen klassement |
| rang                            | renner                          | land                            | tijd                            |
| ------------------------------- | ------------------------------- | ------------------------------- | ------------------------------- |
| 1                               | Samuel Dumoulin                 | Frankrijk                       | 10u08'06"                       |
| 2                               | Frédéric Finot                  | Frankrijk                       | + 0.20                          |
| 3                               | Anthony Charteau                | Frankrijk                       | + 0.21                          |
| 4                               | Frédéric Bessy                  | Frankrijk                       | + 0.28                          |
| 5                               | George Hincapie                 | Verenigde Staten                | + 3.06                          |

### 3e etappe
| Uitslag Etappe | Uitslag Etappe       | Uitslag Etappe   | Uitslag Etappe |
| rang           | renner               | land             | tijd           |
| -------------- | -------------------- | ---------------- | -------------- |
| 1              | Santiago Botero      | Colombia         | 1u00'06"       |
| 2              | Levi Leipheimer      | Verenigde Staten | + 0.01         |
| 3              | Lance Armstrong      | Verenigde Staten | + 0.26         |
| 4              | Floyd Landis         | Verenigde Staten | + 0.39         |
| 5              | Aleksandr Vinokoerov | Kazachstan       | + 1.00         |
| 6              | Oscar Pereiro Sio    | Spanje           | + 1.09         |
| 7              | George Hincapie      | Verenigde Staten | + 1.11         |
| 8              | Marzio Bruseghin     | Italië           | + 1.14         |
| 9              | José Ivan Gutierrez  | Spanje           | + 1.16         |
| 10             | Sebastian Lang       | Duitsland        | + 1.19         |

| Tussenstand algemeen klassement | Tussenstand algemeen klassement | Tussenstand algemeen klassement | Tussenstand algemeen klassement |
| rang                            | renner                          | land                            | tijd                            |
| ------------------------------- | ------------------------------- | ------------------------------- | ------------------------------- |
| 1                               | Levi Leipheimer                 | Verenigde Staten                | 11u11'20"                       |
| 2                               | Santiago Botero                 | Colombia                        | + 0.12                          |
| 3                               | Lance Armstrong                 | Verenigde Staten                | + 0.30                          |
| 4                               | Floyd Landis                    | Verenigde Staten                | + 0.42                          |
| 5                               | George Hincapie                 | Verenigde Staten                | + 1.09                          |

### 4e etappe
| Uitslag Etappe | Uitslag Etappe       | Uitslag Etappe   | Uitslag Etappe |
| rang           | renner               | land             | tijd           |
| -------------- | -------------------- | ---------------- | -------------- |
| 1              | Aleksandr Vinokoerov | Kazachstan       | 4u07'23"       |
| 2              | José Ángel Gómez     | Spanje           | + 0.06         |
| 3              | Wim Vanhuffel        | België           | + 0.16         |
| 4              | Lance Armstrong      | Verenigde Staten | + 0.37         |
| 5              | Floyd Landis         | Verenigde Staten | + 0.41         |
| 6              | Andrej Kasjetsjkin   | Kazachstan       | + 0.43         |
| 7              | Levi Leipheimer      | Verenigde Staten | + 0.46         |
| 8              | Iñigo Landaluze      | Spanje           | + 1.31         |
| 9              | Nicolas Fritsch      | Frankrijk        | + 1.36         |
| 10             | David Moncoutié      | Frankrijk        | + 1.45         |

| Tussenstand algemeen klassement | Tussenstand algemeen klassement | Tussenstand algemeen klassement | Tussenstand algemeen klassement |
| rang                            | renner                          | land                            | tijd                            |
| ------------------------------- | ------------------------------- | ------------------------------- | ------------------------------- |
| 1                               | Levi Leipheimer                 | Verenigde Staten                | 15u19'29"                       |
| 2                               | Lance Armstrong                 | Verenigde Staten                | + 0.21                          |
| 3                               | Aleksandr Vinokoerov            | Kazachstan                      | + 0.26                          |
| 4                               | Floyd Landis                    | Verenigde Staten                | + 0.47                          |
| 5                               | Andrej Kasjetsjkin              | Kazachstan                      | + 2.00                          |

### 5e etappe
| Uitslag Etappe | Uitslag Etappe   | Uitslag Etappe | Uitslag Etappe |
| rang           | renner           | land           | tijd           |
| -------------- | ---------------- | -------------- | -------------- |
| 1              | Axel Merckx      | België         | 5u15'01"       |
| 2              | Iñigo Landaluze  | Spanje         | + 2.15         |
| 3              | Benjamín Noval   | Spanje         | + 5.45         |
| 4              | Eddy Mazzoleni   | Italië         | z.t.           |
| 5              | Paolo Bossoni    | Italië         | + 6.15         |
| 6              | Sylvain Chavanel | Frankrijk      | z.t.           |
| 7              | Rafael Casero    | Spanje         | z.t.           |
| 8              | Mario Aerts      | België         | + 6.17         |
| 9              | Francis Mourey   | Frankrijk      | + 6.18         |
| 10             | Thor Hushovd     | Noorwegen      | + 7.32         |

| Tussenstand algemeen klassement | Tussenstand algemeen klassement | Tussenstand algemeen klassement | Tussenstand algemeen klassement |
| rang                            | renner                          | land                            | tijd                            |
| ------------------------------- | ------------------------------- | ------------------------------- | ------------------------------- |
| 1                               | Iñigo Landaluze                 | Spanje                          | 20u41'15"                       |
| 2                               | Axel Merckx                     | België                          | + 2.32                          |
| 3                               | Levi Leipheimer                 | Verenigde Staten                | + 2.51                          |
| 4                               | Lance Armstrong                 | Verenigde Staten                | + 3.12                          |
| 5                               | Aleksandr Vinokoerov            | Kazachstan                      | + 3.17                          |

### 6e etappe
| Uitslag Etappe | Uitslag Etappe     | Uitslag Etappe   | Uitslag Etappe |
| rang           | renner             | land             | tijd           |
| -------------- | ------------------ | ---------------- | -------------- |
| 1              | Santiago Botero    | Colombia         | 4u30'54"       |
| 2              | David Moncoutié    | Frankrijk        | + 0.23         |
| 3              | Francisco Mancebo  | Spanje           | + 0.53         |
| 4              | Christophe Moreau  | Frankrijk        | + 0.58         |
| 5              | Marzio Bruseghin   | Italië           | + 2.27         |
| 6              | Lance Armstrong    | Verenigde Staten | + 2.50         |
| 7              | David Arroyo       | Spanje           | + 2.52         |
| 8              | José Ángel Gómez   | Spanje           | z.t.           |
| 9              | Levi Leipheimer    | Verenigde Staten | z.t.           |
| 10             | Andrej Kasjetsjkin | Frankrijk        | z.t.           |

| Tussenstand algemeen klassement | Tussenstand algemeen klassement | Tussenstand algemeen klassement | Tussenstand algemeen klassement |
| rang                            | renner                          | land                            | tijd                            |
| ------------------------------- | ------------------------------- | ------------------------------- | ------------------------------- |
| 1                               | Iñigo Landaluze                 | Spanje                          | 25u16'36"                       |
| 2                               | Santiago Botero                 | Colombia                        | + 0.49                          |
| 3                               | Levi Leipheimer                 | Verenigde Staten                | + 1.16                          |
| 4                               | Lance Armstrong                 | Verenigde Staten                | + 1.37                          |
| 5                               | Aleksandr Vinokoerov            | Kazachstan                      | + 1.40                          |

### 7e etappe
| Uitslag Etappe | Uitslag Etappe       | Uitslag Etappe   | Uitslag Etappe |
| rang           | renner               | land             | tijd           |
| -------------- | -------------------- | ---------------- | -------------- |
| 1              | George Hincapie      | Verenigde Staten | 2u55'34"       |
| 2              | Jaroslav Popovytsj   | Oekraïne         | + 0.37         |
| 3              | Lance Armstrong      | Verenigde Staten | z.t.           |
| 4              | Aleksandr Vinokoerov | Kazachstan       | z.t.           |
| 5              | Santiago Botero      | Colombia         | z.t.           |
| 6              | Levi Leipheimer      | Verenigde Staten | z.t.           |
| 7              | David Moncoutié      | Frankrijk        | z.t.           |
| 8              | Wim Vanhuffel        | België           | z.t.           |
| 9              | José Ángel Gómez     | Spanje           | z.t.           |
| 10             | Francisco Mancebo    | Spanje           | z.t.           |

## Eindklassementen
| Plaats    | Naam                 | Ploeg                  | Tijd      |
| --------- | -------------------- | ---------------------- | --------- |
| Gele trui | Iñigo Landaluze      | US Postal              | 28u24'46" |
| 2         | Santiago Botero      | Phonak Hearing Systems | +00' 11"  |
| 3         | Levi Leipheimer      | Team Gerolsteiner      | +00' 38"  |
| 4         | Lance Armstrong      | Discovery Channel      | +00' 59"  |
| 5         | Aleksandr Vinokoerov | T-Mobile Team          | +01' 02"  |
| 6         | David Moncoutié      | Cofidis                | +01' 56"  |
| 7         | José Ángel Gómez     | Saunier Duval-Prodir   | +03' 54"  |
| 8         | Marzio Bruseghin     | Fassa Bortolo          | +03' 58"  |
| 9         | Andrej Kasjetsjkin   | Crédit Agricole        | +05' 04"  |
| 10        | Francisco Mancebo    | IB-Caisse d'Epargne    | +06' 20"  |
|           |                      |                        |           |
| 12        | Wim Van Huffel       | Davitamon-Lotto        | +07' 52"  |
| 23        | Pieter Weening       | Rabobank               | +17' 23"  |

| Plaats      | Naam            | Ploeg                  | Punten |
| ----------- | --------------- | ---------------------- | ------ |
| Groene trui | Lance Armstrong | Discovery Channel      | 63     |
| 2           | Santiago Botero | Phonak Hearing Systems | 62     |
| 3           | George Hincapie | Discovery Channel      | 59     |

| Plaats        | Naam                | Ploeg               | Punten |
| ------------- | ------------------- | ------------------- | ------ |
| Bolletjestrui | José Iván Gutiérrez | IB-Caisse d'Epargne | 96     |
| 2             | Sylvain Calzati     | Ag2r Prévoyance     | 67     |
| 3             | Massimo Giunti      | Fassa Bortolo       | 62     |

| Plaats | Ploeg                  | Tijd      |
| ------ | ---------------------- | --------- |
|        | Discovery Channel      | 85u30'51" |
| 2      | Phonak Hearing Systems | +06' 50"  |
| 3      | Saunier Duval-Prodir   | +11' 29"  |

1947 · 1948 · 1949 · 1950 · 1951 · 1952 · 1953 · 1954 · 1955 · 1956 · 1957 · 1958 · 1959 · 1960 · 1961 · 1962 · 1963 · 1964 · 1965 · 1966 · 1967 · 1968 · 1969 · 1970 · 1971 · 1972 · 1973 · 1974 · 1975 · 1976 · 1977 · 1978 · 1979 · 1980 · 1981 · 1982 · 1983 · 1984 · 1985 · 1986 · 1987 · 1988 · 1989 · 1990 · 1991 · 1992 · 1993 · 1994 · 1995 · 1996 · 1997 · 1998 · 1999 · 2000 · 2001 · 2002 · 2003 · 2004 · 2005 · 2006 · 2007 · 2008 · 2009 · 2010 · 2011 · 2012 · 2013 · 2014 · 2015 · 2016 · 2017 · 2018 · 2019 · 2020 · 2021 · 2022 · 2023 · 2024  · 2025 · 2026
 Parijs-Nice · 
 Tirreno-Adriatico · 
 Milaan-San Remo · 
 Ronde van Vlaanderen · 
 Gent-Wevelgem · 
 Ronde van het Baskenland · 
 Parijs-Roubaix · 
 Amstel Gold Race · 
 Waalse Pijl · 
 Luik-Bastenaken-Luik · 
 Ronde van Romandië · 
 Ronde van Catalonië · 
 Ronde van Italië · 
 Critérium du Dauphiné Libéré · 
 Ronde van Zwitserland · 
 Ploegentijdrit Eindhoven · 
 Ronde van Frankrijk · 
 HEW-Cyclassics-Cup · 
  ENECO Tour · 
 Clásica San Sebastián · 
 Ronde van Duitsland · 
 Ronde van Spanje · 
 GP Ouest-France-Plouay · 
 Ronde van Polen · 
 Kampioenschap van Zürich · 
 Parijs-Tours · 
 Ronde van Lombardije